# Roman Kozłowski

Roman Kozłowski auf einer polnischen Briefmarke aus dem Jahr 1990

Roman Stanisław Jakub Kozłowski (* 1. Februar 1889 in Włocławek; † 2. Mai 1977 in Warschau) war ein polnischer Paläontologe und Hochschullehrer an der Universität Warschau.

## Leben
Nach dem Besuch der höheren Handelsschule studierte Kozłowski Geologie in Freiburg und an der Sorbonne in Paris. Unmittelbar nach dem Studienabschluss 1910 begann er mit paläontologischen Arbeiten am Muséum national d’histoire naturelle. 1913 wurde er als Dozent an die Bergbauschule in Oruro (Bolivien) berufen, wo er 1916 mit dem Posten des Direktors der Abteilung Geologie betraut wurde.
Im Jahre 1921 kehrte er nach Europa zurück und begann in Paris mit seiner Dissertation über devonische Fossilien der bolivianischen Anden, die er 1923 fertigstellte. Danach ging Kozłowski nach Polen und erhielt, nach einer Zwischenstation als Dozent an der Polnischen Freien Universität (polnisch Wolna Wszechnica Polska), 1927 den Lehrstuhl für Paläontologie an der Universität Warschau, den er bis zu seiner Pensionierung innehatte.
Zu seinen Doktoranden zählt Zofia Kielan-Jaworowska.

## Forschungsschwerpunkte
Schwerpunkt seiner Arbeiten bildete die Erforschung von Graptolithen, speziell aus dem Heiligkreuzgebirge. Die hervorragende, zum Teil dreidimensionale, Erhaltung dieser Fossilien in Gesteinen des untersten Ordoviziums lieferte wichtige Erkenntnisse zur stammesgeschichtlichen Entwicklung dieser ausgestorbenen Tiergruppe und erlaubten Kozłowski ihre Einordnung bei den Hemichordata.

## Ehrungen
Kozłowski war Ehrendoktor der Universitäten Krakau, Paris und Modena, er erhielt 1958 die Mary-Clark-Thompson-Medaille der National Academy of Sciences und 1961 die Wollaston-Medaille. 1958 wurde er Ehrenmitglied der Paläontologischen Gesellschaft. 1964 wurde er als korrespondierendes Mitglied in die Académie des sciences aufgenommen. Außerdem erhielt er zahlreiche Auszeichnungen des polnischen Staates, darunter den Orden Polonia Restituta. Postum wurde er von der polnischen Post mit einer Briefmarke gewürdigt.